# Ignatius Donnelly
Ignatius Loyola Donnelly (Filadelfia, 3 novembre 1831 – Minneapolis, 1º gennaio 1901) è stato un politico, saggista e studioso statunitense.
Vicegovernatore del Minnesota tra il 1860 e il 1863. Rimane oggi noto soprattutto per le sue teorie su Atlantide e sull'attribuzione delle opere di Shakespeare.
Profondamente persuaso della reale esistenza di Atlantide, raccolse in tutto il mondo un numero impressionante di indizi per dimostrarne l'esistenza. Celebri le sue tredici tesi, che riassumono l'ascesa e la scomparsa del popolo di Atlantide.

## Opere

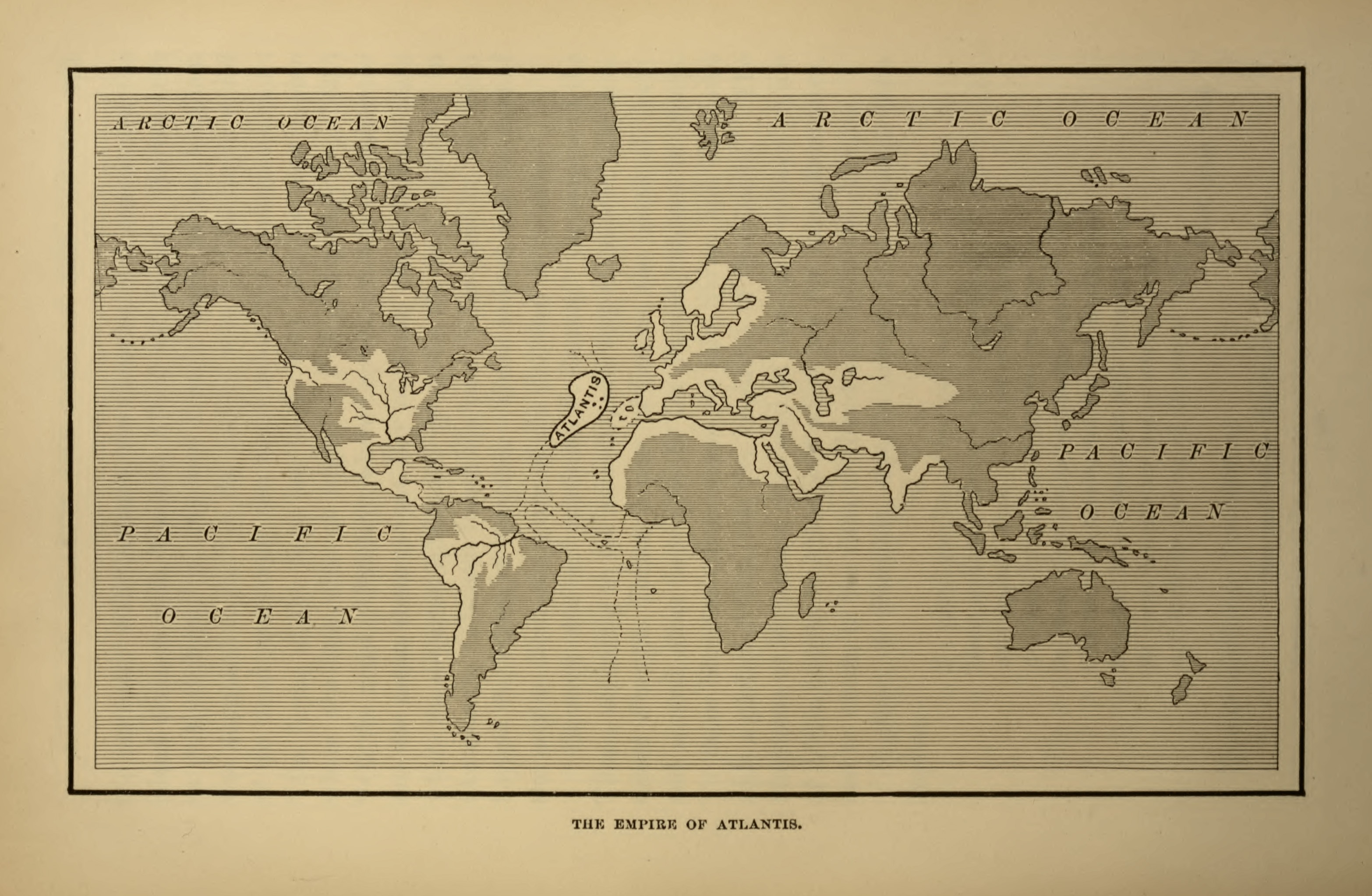
Una mappa che mostra l'ipotetica estensione dell'impero di Atlantide; da Atlantis: the Antediluvian World, 1882

- Atlantis: The Antediluvian World, 1882 ( testo originale, in Progetto Gutenberg.)
Ed.it.: Platone, l'Atlantide e il Diluvio, Profondo Rosso Edizioni, 2005, ISBN 88-89084-45-6
- Ragnarok, the Age of Fire and Gravel (1883)
- The Shakespeare Myth (1887)
- Essay on the Sonnets of Shakespeare
- The Great Cryptogram: Francis Bacon's Cipher in Shakespeare's Plays (1888)
- Caesar's Column (1890)
- Doctor Huguet: a Novel (1891)
- The Golden Bottle or the Story of Ephraim Benezet of Kansas (1892)
- The American People's Money (1896)
- The Cipher in the Plays, and on the Tombstone (1899)